# Rhyssaloides ambeodonti
Rhyssaloides ambeodonti är en stekelart som först beskrevs av Muesebeck 1941.  Rhyssaloides ambeodonti ingår i släktet Rhyssaloides och familjen bracksteklar. Inga underarter finns listade i Catalogue of Life.